# Oleg Kierbikow
Oleg Wasiljewicz Kerbikow (ros. Олег Васильевич Кербиков, ur. 3 maja 1907 w Moskwie, zm. 6 maja 1965) – radziecki lekarz psychiatra. Autor kilkukrotnie wznawianego podręcznika psychiatrii.

## Wybrane prace
- Острая шизофрения (1949)
- Лекции по психиатрии (1955)